# 三碘化锆
三碘化锆是一种锆的碘化物，化学式 ZrI3。

## 制备
三碘化锆可以由四碘化锆和锆在 500–700 °C 下反应而成。
{\displaystyle \mathrm {3\ ZrI_{4}+Zr\longrightarrow 4\ ZrI_{3}} }
它也可以由铝还原四碘化锆而成：
{\displaystyle \mathrm {3\ ZrI_{4}+Al\longrightarrow 3\ ZrI_{3}+AlI_{3}} }
气态的三碘化锆可以由锆和碘化氢在 1100–1500 K 下反应而成。

## 性质
三碘化锆是一种蓝色固体。在275 °C下，它会歧化成二碘化锆和四碘化锆。三碘化锆是正交晶系的，空间群 Pmmn (No. 59)，晶格参数 a = 1295.4 pm、b = 667.9 pm 和c = 729.2 pm。